# コンペティション (映画)
『コンペティション』（The Competition）は1980年のアメリカ合衆国の青春映画。監督はジョエル・オリアンスキー、出演はリチャード・ドレイファスとエイミー・アーヴィングなど。あるピアノコンテストの決勝に臨む若者らの愛と青春を描いている。
第53回アカデミー賞において主題歌「People Alone」が歌曲賞にノミネートされた一方で、主演のリチャード・ドレイファスが第1回ゴールデンラズベリー賞において最低主演男優賞にノミネートされた。

## キャスト
※日本語吹替はテレビ放送版。
ポール・ディートリック
演 - リチャード・ドレイファス、日本語吹替 - 古川登志夫
シカゴ出身。父親から多大な期待を受けながらも、ピアニストとして今一歩芽が出ないまま年を重ねる。自分の年齢や身体を悪くしている父親のことを考え、今回のヒルマン・コンペティションへの参加を最後のコンテストと決め、意を決して臨む。
ハイディ・ジョーン・スクーノーバー
演 - エイミー・アーヴィング、日本語吹替 - 小山茉美
マサチューセッツ州出身。裕福な家庭の娘。ポールに惹かれる。
グレタ・ヴァンドマン
演 - リー・レミック、日本語吹替 - 宗形智子
ハイディのピアノ教師。高名なピアニストの弟子だったがピアニストとして成功しなかった自分の代わりにハイディを一流のピアニストとして育てようと必死。かつての自分の経験からハイディに恋愛を禁じる。
アンドリュー・アースキン
演 - サム・ワナメイカー、日本語吹替 - 阪脩
首席指揮者。コンペ決勝でピアノ協奏曲の指揮を振る。
ジローラモ（ジェリー）・ディサルヴォ
演 - ジョセフ・カリ、日本語吹替 - 竹村拓
ニューヨーク出身。イタリア系。貧しい中からピアノで成り上がり、コンテスト参加をきっかけにタレントして売り出そうとしている野心家。軽薄な女好き。
マイケル・ハンフリーズ
演 - タイ・ヘンダーソン、日本語吹替 - 二又一成
デラウェア州出身。ヴェネツィア在住の裕福な黒人青年。社交的。高級ホテルの部屋でピアノの練習を全裸で行なう。
タチアナ・バローノヴァ
演 - ヴィッキー・クリーグラー
ソ連カザフスタン出身。随行していたピアノ教師がコンテスト決勝直前に米国に亡命してしまい、激しいショックを受ける。そのため決勝が1週間延期される。
マーク・ランダウ
演 - アダム・スターン
カナダ・ケベック州出身。無口。

## 作品の評価

### 映画批評家によるレビュー
Rotten Tomatoesによれば、8件の評論のうち高評価は75%にあたる6件で、平均点は10点満点中7.30点となっている。

### 受賞歴
| 映画祭・賞                  | 部門           | 候補                                                                                        | 結果       |
| --------------------------- | -------------- | ------------------------------------------------------------------------------------------- | ---------- |
| 第53回アカデミー賞          | 編集賞         | デヴィッド・ブリューイット                                                                  | ノミネート |
| 第53回アカデミー賞          | 歌曲賞         | 「People Alone」 詞：ウィルバー・ジェニングス 曲：ラロ・シフリン 唄：ランディ・クロフォード | ノミネート |
| 第38回ゴールデングローブ賞  | 作曲賞         | ラロ・シフリン                                                                              | ノミネート |
| 第1回ゴールデンラズベリー賞 | 最低主演男優賞 | リチャード・ドレイファス                                                                    | ノミネート |